# Кобона (річка)
Кобона (застар. Кабона) — річка в Росії, протікає в Волховському та Кіровському районах Ленінградської області. Впадає в Ладозьке озеро, довжина річки — 45 км, площа водозбірного басейну — 219 км².

## Географія
Річка починається в болоті західніше від села Голтово Волховського району, тече спочатку на північ, перетинає автомагістраль Кола, протікає через село Калюжа, потім повертає на захід. На правому березі села Острів, Гулково, Гавсар і Сандела. Далі на лівому березі село Сухе, напроти нього на правому — село Льомасар.
Нижче Сухого вздовж річки йде автодорога, спочатку ґрунтова, потім асфальтова, яка кілька разів перетинає Кобону по мостах. По правому березі розташовані села Бор і Мостова, по лівому — селище Низово, нижче якого річка йде в яр. Вийшовши з яру, Кобона перетинає Староладозький, а потім і Новоладозький канал в селі Кобона, і впадає в Ладозьке озеро.

## Дані водного реєстру
За даними державного водного реєстру Росії відноситься до Балтійського басейнового округу, водогосподарська ділянка річки — водні об'єкти басейну Ладозького озера без річок Волхов, Свір і Сясь, річковий підбасейн річки — Нева і річки басейну Ладозького озера (без підбасейна Свір і Волхов, російська частина басейнів). Відноситься до річкового басейну річки Нева (включаючи басейни річок Онезького і Ладозького озера).
Код об'єкта в державному водному реєстрі — 01040300212102000025195.